# Czopowyczi (stacja kolejowa)
Czopowyczi (ukr. Чоповичі) – stacja kolejowa w miejscowości Prystancijne, w rejonie korosteńskim, w obwodzie żytomierskim, na Ukrainie. Położona jest na linii Kijów – Korosteń – Kowel.
Nazwa pochodzi od pobliskiego osiedla typu miejskiego Czopowyczi.

## Historia
Stacja powstała w 1902 na linii Kijów - Kowel pomiędzy stacjami Malin i Korosteń.